# Sân bay Kananga
Sân bay Kananga (IATA: KGA, ICAO: FZUA) là một sân bay ở Kananga, Cộng hòa Dân chủ Congo.

## Hãng hàng không và điểm đến
| Hãng hàng không | Các điểm đến                 |
| --------------- | ---------------------------- |
| Air Kasaï       | Kinshasa–N'djili, Mbuji-Mayi |
| Congo Airways   | Kinshasa–N'djili, Lubumbashi |